# Martín Demichelis
Martín Gastón Demichelis, né le 20 décembre 1980 à Córdoba (Argentine), est un footballeur international argentin qui évoluait au poste de défenseur devenu entraîneur.
Demichelis joue habituellement comme défenseur central même s'il peut aussi jouer comme milieu défensif, poste qu'il occupait il y a encore quelques années. C'est Ottmar Hitzfeld qui l'a repositionné dans l'axe de la défense, position qu'il adopte définitivement au cours de la saison 2006-2007.

## Biographie

### Carrière de joueur

#### En club
Il fait ses premiers pas de joueur de football à Club Atlético River Plate de 1998 à 2003. Il débute en Championnat le 2 septembre 2001 contre Estudiantes de La Plata.
En 2003 il quitte les Millionarios pour le Bayern Munich pour un transfert évalué à 5M€. Au fil des saisons, il s'impose au poste de défenseur central, aux côtés du Brésilien Lúcio, puis depuis la saison 2009/10, associé au Belge Daniel Van Buyten. Cette association sera âprement critiquée pour sa fébrilité, mais terminera finalement meilleure défense de la Bundesliga 2009/10. Il a ainsi joué un grand rôle dans le doublé Championnat-Coupe réalisé par le Bayern lors de la saison 2009-2010, son troisième personnellement après ceux de 2004-2005 et 2005-2006.
Il échoue cependant à réaliser le fabuleux triplé avec son club, perdant en finale de la Ligue des champions face à l'Inter Milan le 22 mai 2010 à Santiago Bernabéu (0-2). Il ne pourra notamment rien face à son compatriote Diego Milito qui ouvrit le score.
Le 21 août 2010, il indique à la presse qu'il souhaite quitter le Bayern après sept ans de contrat à la suite du match contre Wolfsburg remporté 2-1 où il n'est pas titularisé aux côtés de Daniel Van Buyten remplacé par Holger Badstuber et avait donc demandé à ne pas être sur la feuille de match.
Finalement, lors du mercato hivernal 2010/2011, il est prêté au club espagnol de Malaga, avec option d'achat si le club parvient à se maintenir en première division en fin de saison.
Demichelis rejoint l'Atlético Madrid en juillet 2013. Le 1er septembre 2013, Demichelis quitte l'Atletico Madrid pour rejoindre Manchester City sans y avoir joué le moindre match. Il retrouve son ancien entraineur de River Plate et de Málaga, Manuel Pellegrini.
Le 10 août 2016, il s'engage avec le RCD Espanyol. Dès janvier 2017, cependant, il retourne à Málaga sans s'être imposé à l'Espanyol en y jouant seulement deux matchs.
Le 15 mai 2017, il annonce durant une conférence de presse qu'il mettra un terme à sa carrière professionnelle à la fin de la saison 2016/2017.

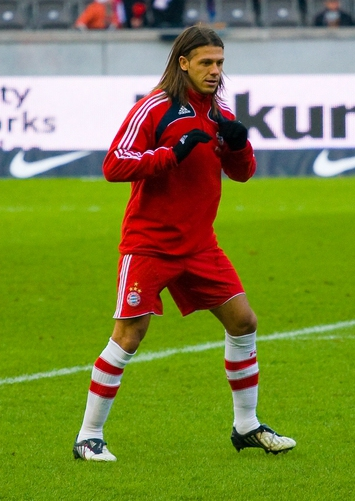
Demichelis avec le Bayern Munich en 2009

#### En sélection
Il est sélectionné avec l'équipe nationale d'Argentine par Diego Maradona pour le Mondial 2010 et forme la charnière centrale de la défense avec Walter Samuel. Son début de Mondial alterne le bon et le moins bon : le 17 juin face à la Corée du Sud, il commet une erreur défensive en se faisant prendre le ballon par Lee Chung-Yong après l'avoir conservé trop longtemps, ce qui permet aux Coréens de réduire le score même si l'Argentine s'impose largement (4-1). Il se rattrape lors du dernier match de poule de l'Argentine en inscrivant le premier but de son équipe contre la Grèce (2-0).
Il est sélectionné par Alejandro Sabella pour disputer la Coupe du monde 2014 sur le sol du Brésil. Il prend une place de titulaire au poste de défenseur.
Le 13 juillet 2014, il est titulaire pour la finale de cette Coupe du monde 2014 contre l'équipe d'Allemagne. Il dispute la rencontre dans son intégralité mais ne peut empêcher la défaite des siens après un but de Mario Götze à la fin des prolongations.

### Carrière d'entraîneur

#### Reconversion et débuts
Dès la fin de sa carrière de joueur en 2017, Demichelis intègre le staff technique de Malaga en tant qu'adjoint de Míchel. Après le licenciement de Míchel, il est maintenu à ce poste auprès du nouvel entraîneur José González.
En juin 2019, il fait son retour au Bayern Munich en étant nommé entraîneur de l'équipe des moins de 19 ans.
Le 2 avril 2021, il est nommé avec Danny Schwarz entraîneur de la réserve du Bayern Munich. Ils remplacent Holger Seitz qui occupait provisoirement le poste à la suite du départ de Sebastian Hoeness.
En octobre 2022, Demichelis obtient la licence d'entraîneur UEFA Pro.

#### Succès à River Plate
En novembre 2022, Demichelis est nommé entraîneur de son club de coeur et formateur : River Plate. Il succède à Marcelo Gallardo, vainqueur de 14 titres en huit ans.
Pour sa première saison avec le club Millonario, il remporte deux titres : le championnat 2023 en juillet et le Trofeo de Campeones 2023 en décembre face à Rosario Central,.

## Palmarès

### En tant que joueur

#### En club
| River Plate (2)                                                     | Bayern Munich (11) | Manchester City (2)                                                                         |
| ------------------------------------------------------------------- | --- | ------------------------------------------------------------------------------------------- |
| - Championnat d'Argentine (4) - Champion : 1999, 2000, 2002 et 2003 | - Championnat d'Allemagne (4) - Champion : 2005, 2006, 2008 et 2010 - Coupe d'Allemagne (4) - Vainqueur : en 2005, 2006, 2008 et 2010 - Coupe de la Ligue (1) - Vainqueur : en 2004 - Supercoupe d'Allemagne (2) - Vainqueur : 2004 et 2007 | - Championnat d'Angleterre (1) - Champion : 2014 - Coupe de la Ligue (1) - Vainqueur : 2014 |

#### En sélection
| Argentine                                                                           |
| ----------------------------------------------------------------------------------- |
| - Coupe des confédérations - Finaliste en 2005 - Coupe du monde - Finaliste en 2014 |

### En tant qu'entraîneur
| River Plate (2)                                                                              |
| -------------------------------------------------------------------------------------------- |
| - Championnat d'Argentine (1) - Champion : 2023 - Trofeo de Campeones (1) - Vainqueur : 2023 |

## Statistiques

### Buts Internationaux
| Buts en sélection de Martín Demichelis | Buts en sélection de Martín Demichelis | Buts en sélection de Martín Demichelis | Buts en sélection de Martín Demichelis | Buts en sélection de Martín Demichelis | Buts en sélection de Martín Demichelis | Buts en sélection de Martín Demichelis |
| #                                      | Date                                   | Lieu                                   | Adversaire                             | Score                                  | Résultats                              | Compétitions                           |
| -------------------------------------- | -------------------------------------- | -------------------------------------- | -------------------------------------- | -------------------------------------- | -------------------------------------- | -------------------------------------- |
| 1                                      | 11 septembre 2007                      | Melbourne Cricket Ground, Melbourne    | Australie                              | 1-0                                    | 1-0                                    | Match amical                           |
| 2                                      | 22 juin 2010                           | Peter Mokaba Stadium, Polokwane        | Grèce                                  | 1-0                                    | 2-0                                    | Coupe du monde 2010                    |